# Kento Suzuki
Kento Suzuki (jap. 鈴木 賢人, Suzuki Kento; * 9. Dezember 1994 in Sapporo) ist ein japanischer Eishockeyspieler, der seit 2019 bei den Nikkō IceBucks aus der Asia League Ice Hockey unter Vertrag steht.

## Karriere
Kento Suzuki begann mit dem Eishockey in der Hokkai High School. Während seines Studiums spielte er für die Mannschaft der Chūō-Universität. Von 2017 bis 2019 spielte er mit den Nippon Paper Cranes in der Asia League Ice Hockey. Anschließend wechselte er zum Ligakonkurrenten Nikkō IceBucks. Dort wurde er 2023 Torschützenkönig der Asia League.

### International
Für Japan nahm Suzuki im Juniorenbereich an der U18-Weltmeisterschaft 2012 und der U20-Weltmeisterschaft 2014 jeweils in der Division I teil. Darüber hinaus nahm er auch an den Winter-Universiaden 2015 in Granada und 2017 in Almaty teil.
Für das japanische Herren-Team nahm er an den Weltmeisterschaften der Division I 2022 und 2023 teil.

## Erfolge und Auszeichnungen
- 2023 Torschützenkönig der Asia League Ice Hockey
- 2023 Aufstieg in die Division I, Gruppe A, bei der Weltmeisterschaft der Division I, Gruppe B

## Asia-League-Statistik
(Stand: Ende der Saison 2022/23)